# Список чинних членів Палати представників США

Більшість представників є демократами (до виборів 2018 більшість належала республіканцям)
Більшість представників є демократами (до виборів 2018 більшість належала їм же)
Більшість представників є республіканцями (до виборів 2018 більшість належала демократам)
Більшість представників є республіканцями (до виборів 2018 більшість належала їм же)

В цій статті наведено список чинних членів Палати представників США чинного 116-го скликання Конгресу США. Палата представників США складається з 435 представників від кожного зі штатів. Кількість представників, яких має штат, прямо пропорційна його населенню.

## Керівництво
| Посада                                 | Партія | Партія          | Посадовець | Посадовець     | Округ                | Дата початку |
| -------------------------------------- | ------ | --------------- | ---------- | -------------- | -------------------- | ------------ |
| Спікер Палати представників США        |        | демократична    |            | Ненсі Пелосі   | Каліфорнія, округ 12 | 3 січня 2019 |
| Лідер більшості в Палаті представників |        | демократична    |            | Стені Хоєр     | Меріленд, округ 5    | 3 січня 2019 |
| Лідер меншості в Палаті представників  |        | республіканська |            | Кевін Маккарті | Каліфорнія, округ 23 | 3 січня 2019 |

## Представники
| Округ                       | Фото                                                                    | Представник               | Партія | Партія          | На посаді з | Дата нар.                    | Місце проживання     | Мапа округу |
| --------------------------- | ----------------------------------------------------------------------- | ------------------------- | ------ | --------------- | ----------- | ---------------------------- | -------------------- | ----------- |
| Айдахо, округ 1             |                                                                         | Расс Фалчер               |        | республіканська | 2019        | 9 березня 1963 (62 роки)     | Меридіан             | Мапа        |
| Айдахо, округ 2             |                                                                         | Майк Сімпсон              |        | республіканська | 1999        | 8 вересня 1950 (74 роки)     | Айдахо-Фоллс         | Мапа        |
| Айова, округ 1              |                                                                         | Еббі Фінкенауер           |        | демократична    | 2019        | 27 грудня 1988 (36 років)    | Дюбюк                | Мапа        |
| Айова, округ 2              |                                                                         | Дейв Лобсек               |        | демократична    | 2007        | 23 грудня 1952 (72 роки)     | Айова-Сіті           | Мапа        |
| Айова, округ 3              |                                                                         | Сінді Аксне               |        | демократична    | 2019        | 20 квітня 1965 (59 років)    | Вест-Де-Мойн         | Мапа        |
| Айова, округ 4              |                                                                         | Стів Кінг                 |        | республіканська | 2003        | 28 травня 1949 (75 років)    | Кірон                | Мапа        |
| Алабама, округ 1            |                                                                         | Бредлі Бірн               |        | республіканська | 2014        | 16 лютого 1955 (70 років)    | Феєргоуп             | Мапа        |
| Алабама, округ 2            |                                                                         | Марта Робі                |        | республіканська | 2011        | 26 липня 1976 (48 років)     | Монтгомері           | Мапа        |
| Алабама, округ 3            |                                                                         | Майк Роджерс              |        | республіканська | 2003        | 16 липня 1958 (66 років)     | Сакс                 | Мапа        |
| Алабама, округ 4            |                                                                         | Роберт Адергольт          |        | республіканська | 1997        | 22 липня 1965 (59 років)     | Гейлівілл            | Мапа        |
| Алабама, округ 5            |                                                                         | Мо Брукс                  |        | республіканська | 2011        | 29 квітня 1954 (70 років)    | Гантсвілл            | Мапа        |
| Алабама, округ 6            |                                                                         | Гері Палмер               |        | республіканська | 2015        | 14 травня 1954 (70 років)    | Гувер                | Мапа        |
| Алабама, округ 7            |                                                                         | Террі С'юелл              |        | демократична    | 2011        | 1 січня 1965 (60 років)      | Бірмінгем            | Мапа        |
| Аляска, округ-штат          |                                                                         | Дон Янг                   |        | республіканська | 1973        | 9 червня 1933 (91 рік)       | Форт-Юкон            | Мапа        |
| Аризона, округ 1            |                                                                         | Том О'Халлеран            |        | демократична    | 2017        | 24 січня 1946 (79 років)     | Седона               | Мапа        |
| Аризона, округ 2            |                                                                         | Енн Кіркпатрік            |        | демократична    | 2019        | 24 березня 1950 (75 років)   | Тусон                | Мапа        |
| Аризона, округ 3            |                                                                         | Рауль Ґріялва             |        | демократична    | 2003        | 19 лютого 1948 (77 років)    | Тусон                | Мапа        |
| Аризона, округ 4            |                                                                         | Пол Госар                 |        | республіканська | 2011        | 27 листопада 1958 (66 років) | Прескотт             | Мапа        |
| Аризона, округ 5            |                                                                         | Енді Біггс                |        | республіканська | 2017        | 7 листопада 1958 (66 років)  | Гілберт              | Мапа        |
| Аризона, округ 6            |                                                                         | Девід Швайкерт            |        | республіканська | 2011        | 3 березня 1962 (63 роки)     | Скоттсдейл           | Мапа        |
| Аризона, округ 7            |                                                                         | Рубен Галлего             |        | демократична    | 2015        | 20 листопада 1979 (45 років) | Фінікс               | Мапа        |
| Аризона, округ 8            |                                                                         | Деббі Леско               |        | республіканська | 2018        | 14 листопада 1958 (66 років) | Піорія               | Мапа        |
| Аризона, округ 9            |                                                                         | Ґреґ Стентон              |        | демократична    | 2019        | 8 березня 1970 (55 років)    | Фінікс               | Мапа        |
| Арканзас, округ 1           |                                                                         | Рік Кроуфорд              |        | республіканська | 2011        | 22 січня 1966 (59 років)     | Джонсборо            | Мапа        |
| Арканзас, округ 2           |                                                                         | Френч Хілл                |        | республіканська | 2015        | 5 грудня 1956 (68 років)     | Літл-Рок             | Мапа        |
| Арканзас, округ 3           |                                                                         | Стів Вомак                |        | республіканська | 2011        | 18 лютого 1957 (68 років)    | Роджерс              | Мапа        |
| Арканзас, округ 4           |                                                                         | Брюс Вестерман            |        | республіканська | 2015        | 18 листопада 1967 (57 років) | Гот-Спрінґс          | Мапа        |
| Вайомінг, округ-штат        |                                                                         | Ліз Чейні                 |        | республіканська | 2017        | 28 липня 1966 (58 років)     | Джексон              | Мапа        |
| Вашингтон, округ 1          |                                                                         | С'юзан Дебене             |        | демократична    | 2012        | 17 лютого 1962 (63 роки)     | Медіна               | Мапа        |
| Вашингтон, округ 2          |                                                                         | Рік Ларсен                |        | демократична    | 2001        | 15 червня 1965 (59 років)    | Лейк-Стівенс         | Мапа        |
| Вашингтон, округ 3          |                                                                         | Джайме Херрера Бойтлер    |        | республіканська | 2011        | 3 листопада 1978 (46 років)  | Камас                | Мапа        |
| Вашингтон, округ 4          |                                                                         | Ден Ньюхаус               |        | республіканська | 2015        | 10 липня 1955 (69 років)     | Саннісайд            | Мапа        |
| Вашингтон, округ 5          |                                                                         | Кеті Макморріс Роджерс    |        | республіканська | 2005        | 22 травня 1969 (55 років)    | Колвілл              | Мапа        |
| Вашингтон, округ 6          |                                                                         | Дерек Кілмер              |        | демократична    | 2013        | 1 січня 1974 (51 рік)        | Артондейл            | Мапа        |
| Вашингтон, округ 7          |                                                                         | Праміла Джаяпал           |        | демократична    | 2017        | 21 вересня 1965 (59 років)   | Сіетл                | Мапа        |
| Вашингтон, округ 8          |                                                                         | Кім Шрір                  |        | демократична    | 2019        | 23 серпня 1968 (56 років)    | Семмаміш             | Мапа        |
| Вашингтон, округ 9          |                                                                         | Адам Сміт                 |        | демократична    | 1997        | 15 червня 1965 (59 років)    | Белв'ю               | Мапа        |
| Вашингтон, округ 10         |                                                                         | Денні Хек                 |        | демократична    | 2013        | 29 липня 1952 (72 роки)      | Олимпія              | Мапа        |
| Вермонт, округ-штат         |                                                                         | Пітер Велч                |        | демократична    | 2007        | 2 травня 1947 (77 років)     | Норвіч               | Мапа        |
| Вірджинія, округ 1          |                                                                         | Роб Віттман               |        | республіканська | 2007        | 3 лютого 1959 (66 років)     | Монтросс             | Мапа        |
| Вірджинія, округ 2          |                                                                         | Елейн Лурія               |        | демократична    | 2019        | 15 серпня 1975 (49 років)    | Норфолк              | Мапа        |
| Вірджинія, округ 3          |                                                                         | Боббі Скотт               |        | демократична    | 1993        | 30 квітня 1947 (77 років)    | Ньюпорт-Ньюс         | Мапа        |
| Вірджинія, округ 4          |                                                                         | Дональд Макейчін          |        | демократична    | 2017        | 10 жовтня 1961 (63 роки)     | Генрайко             | Мапа        |
| Вірджинія, округ 5          |                                                                         | Денвер Ріґґлман           |        | республіканська | 2019        | 17 березня 1970 (55 років)   | Неллісфорд           | Мапа        |
| Вірджинія, округ 6          |                                                                         | Бен Клайн                 |        | республіканська | 2019        | 29 лютого 1972 (53 роки)     | Рокбридж             | Мапа        |
| Вірджинія, округ 7          |                                                                         | Абіґейл Шпанбергер        |        | демократична    | 2019        | 1 серпня 1978 (46 років)     | Глен-Аллен           | Мапа        |
| Вірджинія, округ 8          |                                                                         | Дон Беєр                  |        | демократична    | 2015        | 20 червня 1950 (74 роки)     | Александрія          | Мапа        |
| Вірджинія, округ 9          |                                                                         | Морган Гріффіт            |        | республіканська | 2011        | 15 березня 1958 (67 років)   | Сейлем               | Мапа        |
| Вірджинія, округ 10         |                                                                         | Дженіфер Векстон          |        | демократична    | 2019        | 27 травня 1968 (56 років)    | Лісбург              | Мапа        |
| Вірджинія, округ 11         |                                                                         | Джеррі Конноллі           |        | демократична    | 2009        | 30 березня 1950 (74 роки)    | Феєрфакс             | Мапа        |
| Вісконсин, округ 1          |                                                                         | Браян Стейл               |        | республіканська | 2019        | 3 березня 1981 (44 роки)     | Джейнсвіль           | Мапа        |
| Вісконсин, округ 2          |                                                                         | Марк Покан                |        | демократична    | 2013        | 14 серпня 1964 (60 років)    | Медісон              | Мапа        |
| Вісконсин, округ 3          |                                                                         | Рон Кайнд                 |        | демократична    | 1997        | 16 березня 1963 (62 роки)    | Ла-Кросс             | Мапа        |
| Вісконсин, округ 4          |                                                                         | Ґвен Мур                  |        | демократична    | 2005        | 18 квітня 1951 (73 роки)     | Мілвокі              | Мапа        |
| Вісконсин, округ 5          |                                                                         | Джим Сенсенбреннер        |        | республіканська | 1979        | 14 червня 1943 (81 рік)      | Міноміні-Фоллс       | Мапа        |
| Вісконсин, округ 6          |                                                                         | Гленн Гротман             |        | республіканська | 2015        | 3 липня 1955 (69 років)      | Кемпбеллспорт        | Мапа        |
| Вісконсин, округ 7          |                                                                         | Вакантний мандат          |        |                 |             |                              |                      | Мапа        |
| Вісконсин, округ 8          |                                                                         | Майк Ґаллагер             |        | республіканська | 2017        | 3 березня 1984 (41 рік)      | Грін-Бей             | Мапа        |
| Гаваї, округ 1              |                                                                         | Ед Кейс                   |        | демократична    | 2019        | 27 вересня 1952 (72 роки)    | Канеоге              | Мапа        |
| Гаваї, округ 2              |                                                                         | Тулсі Габбард             |        | демократична    | 2013        | 12 квітня 1981 (43 роки)     | Гонолулу             | Мапа        |
| Делавер, округ-штат         |                                                                         | Ліза Блант Рочестер       |        | демократична    | 2017        | 10 лютого 1962 (63 роки)     | Вілмінгтон           | Мапа        |
| Джорджія, округ 1           |                                                                         | Бадді Картер              |        | республіканська | 2015        | 6 вересня 1957 (67 років)    | Пулер                | Мапа        |
| Джорджія, округ 2           |                                                                         | Сенфорд Бішоп             |        | демократична    | 1993        | 4 лютого 1947 (78 років)     | Олбані               | Мапа        |
| Джорджія, округ 3           |                                                                         | Дрю Фергюсон              |        | республіканська | 2017        | 15 листопада 1967 (57 років) | Вест-Пойнт           | Мапа        |
| Джорджія, округ 4           |                                                                         | Хенк Джонсон              |        | демократична    | 2007        | 2 жовтня 1954 (70 років)     | Літонія              | Мапа        |
| Джорджія, округ 5           |                                                                         | Джон Л'юїс                |        | демократична    | 1987        | 21 лютого 1940 (85 років)    | Атланта              | Мапа        |
| Джорджія, округ 6           |                                                                         | Люсі Макбат               |        | демократична    | 2019        | 1 червня 1960 (64 роки)      | Маріетта             | Мапа        |
| Джорджія, округ 7           |                                                                         | Роб Вудолл                |        | республіканська | 2011        | 11 лютого 1970 (55 років)    | Пічтрі-Корнерс       | Мапа        |
| Джорджія, округ 8           |                                                                         | Остін Скотт               |        | республіканська | 2011        | 10 грудня 1969 (55 років)    | Тіфтон               | Мапа        |
| Джорджія, округ 9           |                                                                         | Дуґ Коллінс               |        | республіканська | 2013        | 16 серпня 1966 (58 років)    | Ґейнсвіль            | Мапа        |
| Джорджія, округ 10          |                                                                         | Джоді Хайс                |        | республіканська | 2015        | 22 квітня 1960 (64 роки)     | Бетлегем             | Мапа        |
| Джорджія, округ 11          |                                                                         | Баррі Лоудермілк          |        | республіканська | 2015        | 22 грудня 1963 (61 рік)      | Кассвілль            | Мапа        |
| Джорджія, округ 12          |                                                                         | Рік Аллен                 |        | республіканська | 2015        | 7 листопада 1951 (73 роки)   | Огаста               | Мапа        |
| Джорджія, округ 13          |                                                                         | Девід Скотт               |        | демократична    | 2003        | 27 червня 1945 (79 років)    | Атланта              | Мапа        |
| Джорджія, округ 14          |                                                                         | Том Грейвс                |        | республіканська | 2010        | 3 лютого 1970 (55 років)     | Рейнджер             | Мапа        |
| Західна Вірджинія, округ 1  |                                                                         | Девід Маккінлі            |        | республіканська | 2011        | 28 березня 1947 (77 років)   | Вілінг               | Мапа        |
| Західна Вірджинія, округ 2  |                                                                         | Алекс Муні                |        | республіканська | 2015        | 5 червня 1971 (53 роки)      | Чарлз-Таун           | Мапа        |
| Західна Вірджинія, округ 3  |                                                                         | Керол Міллер              |        | республіканська | 2019        | 4 листопада 1950 (74 роки)   | Краб-Орчерд          | Мапа        |
| Іллінойс, округ 1           |                                                                         | Боббі Раш                 |        | демократична    | 1993        | 23 листопада 1946 (78 років) | Інґлвуд              | Мапа        |
| Іллінойс, округ 2           |                                                                         | Робін Келлі               |        | демократична    | 2013        | 30 квітня 1956 (68 років)    | Маттесон             | Мапа        |
| Іллінойс, округ 3           |                                                                         | Ден Ліпінскі              |        | демократична    | 2005        | 15 липня 1966 (58 років)     | Вестерн-Спрінгс      | Мапа        |
| Іллінойс, округ 4           |                                                                         | Хесус Гарсія              |        | демократична    | 2019        | 12 квітня 1956 (68 років)    | Чикаго               | Мапа        |
| Іллінойс, округ 5           |                                                                         | Майк Квіґлі               |        | демократична    | 2009        | 17 жовтня 1958 (66 років)    | Лінкольн-Парк        | Мапа        |
| Іллінойс, округ 6           |                                                                         | Шон Кастен                |        | демократична    | 2019        | 23 листопада 1971 (53 роки)  | Даунерс-Гроув        | Мапа        |
| Іллінойс, округ 7           |                                                                         | Денні Девіс               |        | демократична    | 1997        | 6 вересня 1941 (83 роки)     | Остін                | Мапа        |
| Іллінойс, округ 8           |                                                                         | Раджа Крішнамурті         |        | демократична    | 2017        | 19 липня 1973 (51 рік)       | Шаумбург             | Мапа        |
| Іллінойс, округ 9           |                                                                         | Ян Шаковскі               |        | демократична    | 1999        | 26 травня 1944 (80 років)    | Еванстон             | Мапа        |
| Іллінойс, округ 10          |                                                                         | Бред Шнайдер              |        | демократична    | 2017        | 20 серпня 1961 (63 роки)     | Діерфілд             | Мапа        |
| Іллінойс, округ 11          |                                                                         | Білл Фостер               |        | демократична    | 2013        | 7 жовтня 1955 (69 років)     | Непервілл            | Мапа        |
| Іллінойс, округ 12          |                                                                         | Майк Бост                 |        | республіканська | 2015        | 30 грудня 1960 (64 роки)     | Мерфісборо           | Мапа        |
| Іллінойс, округ 13          |                                                                         | Родні Девіс               |        | республіканська | 2013        | 5 січня 1970 (55 років)      | Тейлорвілл           | Мапа        |
| Іллінойс, округ 14          |                                                                         | Лаурін Андервуд           |        | демократична    | 2019        | 4 жовтня 1986 (38 років)     | Непервілл            | Мапа        |
| Іллінойс, округ 15          |                                                                         | Джон Шимкус               |        | республіканська | 1997        | 21 лютого 1958 (67 років)    | Коллінсвілл          | Мапа        |
| Іллінойс, округ 16          |                                                                         | Адам Кінзінгер            |        | республіканська | 2011        | 27 лютого 1978 (47 років)    | Рокфорд              | Мапа        |
| Іллінойс, округ 17          |                                                                         | Чері Бастос               |        | демократична    | 2013        | 17 жовтня 1961 (63 роки)     | Іст-Молін            | Мапа        |
| Іллінойс, округ 18          |                                                                         | Дерін Лахуд               |        | республіканська | 2015        | 12 серпня 1968 (56 років)    | Данлап               | Мапа        |
| Індіана, округ 1            |                                                                         | Піт Вісклоскі             |        | демократична    | 1985        | 13 серпня 1949 (75 років)    | Мерріллвілл          | Мапа        |
| Індіана, округ 2            |                                                                         | Джекі Валорскі            |        | республіканська | 2013        | 17 серпня 1963 (61 рік)      | Джеймстаун           | Мапа        |
| Індіана, округ 3            |                                                                         | Джим Бенкс                |        | республіканська | 2017        | 16 липня 1979 (45 років)     | Коламбія-Сіті        | Мапа        |
| Індіана, округ 4            |                                                                         | Джим Бейрд                |        | республіканська | 2019        | 4 червня 1945 (79 років)     | Грінкасл             | Мапа        |
| Індіана, округ 5            |                                                                         | С'юзан Брукс              |        | республіканська | 2013        | 25 серпня 1960 (64 роки)     | Кармел               | Мапа        |
| Індіана, округ 6            |                                                                         | Грег Пенс                 |        | республіканська | 2019        | 14 листопада 1956 (68 років) | Едінбург             | Мапа        |
| Індіана, округ 7            |                                                                         | Андре Карсон              |        | демократична    | 2008        | 16 жовтня 1974 (50 років)    | Сентер               | Мапа        |
| Індіана, округ 8            |                                                                         | Ларрі Баксгон             |        | республіканська | 2011        | 31 травня 1962 (62 роки)     | Ньюбург              | Мапа        |
| Індіана, округ 9            |                                                                         | Трей Холлінгсворт         |        | республіканська | 2017        | 12 вересня 1983 (41 рік)     | Джефферсонвілл       | Мапа        |
| Каліфорнія, округ 1         |                                                                         | Дуґ Ламальфа              |        | республіканська | 2013        | 2 липня 1960 (64 роки)       | Ричвейл              | Мапа        |
| Каліфорнія, округ 2         |                                                                         | Джаред Хаффман            |        | демократична    | 2013        | 18 лютого 1964 (61 рік)      | Сан-Рафаель          | Мапа        |
| Каліфорнія, округ 3         |                                                                         | Джон Гараменді            |        | демократична    | 2009        | 24 січня 1945 (80 років)     | Волнат-Гроув         | Мапа        |
| Каліфорнія, округ 4         |                                                                         | Том Макклінток            |        | республіканська | 2009        | 10 липня 1956 (68 років)     | Елк-Ґроув            | Мапа        |
| Каліфорнія, округ 5         |                                                                         | Майк Томпсон              |        | демократична    | 1999        | 24 січня 1951 (74 роки)      | Сент-Геліна          | Мапа        |
| Каліфорнія, округ 6         |                                                                         | Доріс Мацуї               |        | демократична    | 2005        | 25 вересня 1944 (80 років)   | Сакраменто           | Мапа        |
| Каліфорнія, округ 7         |                                                                         | Амі Бера                  |        | демократична    | 2013        | 2 березня 1965 (60 років)    | Елк-Ґроув            | Мапа        |
| Каліфорнія, округ 8         |                                                                         | Пол Кук                   |        | республіканська | 2013        | 3 березня 1943 (82 роки)     | Юкка-Веллі           | Мапа        |
| Каліфорнія, округ 9         |                                                                         | Джері Макнерні            |        | демократична    | 2007        | 18 червня 1951 (73 роки)     | Стоктон              | Мапа        |
| Каліфорнія, округ 10        |                                                                         | Джош Хардер               |        | демократична    | 2019        | 1 серпня 1986 (38 років)     | Терлок               | Мапа        |
| Каліфорнія, округ 11        |                                                                         | Марк Десолньє             |        | демократична    | 2015        | 31 березня 1952 (72 роки)    | Конкорд              | Мапа        |
| Каліфорнія, округ 12        |                                                                         | Ненсі Пелосі              |        | демократична    | 1987        | 26 березня 1940 (84 роки)    | Сан-Франциско        | Мапа        |
| Каліфорнія, округ 13        |                                                                         | Барбара Лі                |        | демократична    | 1998        | 16 липня 1946 (78 років)     | Окленд               | Мапа        |
| Каліфорнія, округ 14        |                                                                         | Джекі Шпаєр               |        | демократична    | 2008        | 14 травня 1950 (74 роки)     | Гіллсборо            | Мапа        |
| Каліфорнія, округ 15        |                                                                         | Ерік Свалвелл             |        | демократична    | 2013        | 16 листопада 1980 (44 роки)  | Дублін               | Мапа        |
| Каліфорнія, округ 16        |                                                                         | Джм Коста                 |        | демократична    | 2005        | 13 квітня 1952 (72 роки)     | Фресно               | Мапа        |
| Каліфорнія, округ 17        |                                                                         | Ро Ханна                  |        | демократична    | 2017        | 13 вересня 1976 (48 років)   | Фрімонт              | Мапа        |
| Каліфорнія, округ 18        |                                                                         | Анна Ешу                  |        | демократична    | 1993        | 13 грудня 1942 (82 роки)     | Атертон              | Мапа        |
| Каліфорнія, округ 19        |                                                                         | Зое Лофгрен               |        | демократична    | 1995        | 21 грудня 1947 (77 років)    | Сан-Хосе             | Мапа        |
| Каліфорнія, округ 20        |                                                                         | Джиммі Панетта            |        | демократична    | 2017        | 1 жовтня 1969 (55 років)     | Кармел-Веллі-Вілледж | Мапа        |
| Каліфорнія, округ 21        |                                                                         | Ті-Джей Кокс              |        | демократична    | 2019        | 18 липня 1963 (61 рік)       | Фресно               | Мапа        |
| Каліфорнія, округ 22        |                                                                         | Девін Нуньєс              |        | республіканська | 2003        | 1 жовтня 1973 (51 рік)       | Тулейрі              | Мапа        |
| Каліфорнія, округ 23        |                                                                         | Кевін Маккарті            |        | республіканська | 2007        | 26 січня 1965 (60 років)     | Бейкерсфілд          | Мапа        |
| Каліфорнія, округ 24        |                                                                         | Салуд Карбахал            |        | демократична    | 2017        | 18 листопада 1964 (60 років) | Санта-Барбара        | Мапа        |
| Каліфорнія, округ 25        |                                                                         | Вакантний мандат          |        |                 |             |                              |                      | Мапа        |
| Каліфорнія, округ 26        |                                                                         | Джулія Браунлі            |        | демократична    | 2013        | 28 серпня 1952 (72 роки)     | Оук-Парк             | Мапа        |
| Каліфорнія, округ 27        |                                                                         | Джуді Чу                  |        | демократична    | 2009        | 7 липня 1953 (71 рік)        | Монтерей-Парк        | Мапа        |
| Каліфорнія, округ 28        |                                                                         | Адам Шифф                 |        | демократична    | 2001        | 22 червня 1960 (64 роки)     | Бербанк              | Мапа        |
| Каліфорнія, округ 29        |                                                                         | Тоні Карденас             |        | демократична    | 2013        | 31 березня 1963 (61 рік)     | Сан-Фернардо         | Мапа        |
| Каліфорнія, округ 30        |                                                                         | Бред Шерман               |        | демократична    | 1997        | 24 жовтня 1954 (70 років)    | Шерман-Оукс          | Мапа        |
| Каліфорнія, округ 31        |                                                                         | Піт Агілар                |        | демократична    | 2015        | 19 червня 1979 (45 років)    | Редлендс             | Мапа        |
| Каліфорнія, округ 32        |                                                                         | Ґрейс Наполітано          |        | демократична    | 1999        | 4 грудня 1936 (88 років)     | Норволк              | Мапа        |
| Каліфорнія, округ 33        |                                                                         | Тед Л'ю                   |        | демократична    | 2015        | 29 березня 1969 (55 років)   | Торренс              | Мапа        |
| Каліфорнія, округ 34        |                                                                         | Джиммі Гомез              |        | демократична    | 2017        | 25 листопада 1974 (50 років) | Лос-Анджелес         | Мапа        |
| Каліфорнія, округ 35        |                                                                         | Норма Торрес              |        | демократична    | 2015        | 4 квітня 1965 (59 років)     | Помона               | Мапа        |
| Каліфорнія, округ 36        |                                                                         | Рауль Руїс                |        | демократична    | 2013        | 25 серпня 1972 (52 роки)     | Палм-Дезерт          | Мапа        |
| Каліфорнія, округ 37        |                                                                         | Карен Басс                |        | демократична    | 2011        | 3 жовтня 1953 (71 рік)       | Болдвін-Хіллс        | Мапа        |
| Каліфорнія, округ 38        |                                                                         | Лінда Санчез              |        | демократична    | 2003        | 28 січня 1969 (56 років)     | Орандж               | Мапа        |
| Каліфорнія, округ 39        |                                                                         | Ґіл Сіснерос              |        | демократична    | 2019        | 12 лютого 1971 (54 роки)     | Йорба-Лінда          | Мапа        |
| Каліфорнія, округ 40        |                                                                         | Люсіль Ройбал-Аллард      |        | демократична    | 1993        | 12 червня 1941 (83 роки)     | Давні                | Мапа        |
| Каліфорнія, округ 41        |                                                                         | Марк Такано               |        | демократична    | 2013        | 10 грудня 1960 (64 роки)     | Ріверсайд            | Мапа        |
| Каліфорнія, округ 42        |                                                                         | Кен Калверт               |        | республіканська | 1993        | 8 червня 1953 (71 рік)       | Корона               | Мапа        |
| Каліфорнія, округ 43        |                                                                         | Максін Вотерс             |        | демократична    | 1991        | 15 серпня 1938 (86 років)    | Інґлвуд              | Мапа        |
| Каліфорнія, округ 44        |                                                                         | Нанетт Барраган           |        | демократична    | 2017        | 15 вересня 1976 (48 років)   | Сан-Педро            | Мапа        |
| Каліфорнія, округ 45        |                                                                         | Кеті Портер               |        | демократична    | 2019        | 3 січня 1974 (51 рік)        | Ірвайн               | Мапа        |
| Каліфорнія, округ 46        |                                                                         | Лу Корреа                 |        | демократична    | 2017        | 24 січня 1958 (67 років)     | Санта-Ана            | Мапа        |
| Каліфорнія, округ 47        |                                                                         | Алан Ловенталь            |        | демократична    | 2013        | 8 березня 1941 (84 роки)     | Лонг-Біч             | Мапа        |
| Каліфорнія, округ 48        |                                                                         | Харлі Руда                |        | демократична    | 2019        | 10 грудня 1961 (63 роки)     | Лагуна-Біч           | Мапа        |
| Каліфорнія, округ 49        |                                                                         | Майк Левін                |        | демократична    | 2019        | 20 жовтня 1978 (46 років)    | Сан-Хуан-Капістрано  | Мапа        |
| Каліфорнія, округ 50        |                                                                         | Вакантний мандат          |        |                 |             |                              |                      | Мапа        |
| Каліфорнія, округ 51        |                                                                         | Хуан Варгас               |        | демократична    | 2013        | 7 березня 1961 (64 роки)     | Ґолден-Хілл          | Мапа        |
| Каліфорнія, округ 52        |                                                                         | Скотт Пітерс              |        | демократична    | 2013        | 17 червня 1958 (66 років)    | Ла-Хоя               | Мапа        |
| Каліфорнія, округ 53        |                                                                         | С'юзен Девіс              |        | демократична    | 2001        | 13 квітня 1944 (80 років)    | Сан-Дієго            | Мапа        |
| Канзас, округ 1             |                                                                         | Роджер Маршалл            |        | республіканська | 2017        | 9 серпня 1960 (64 роки)      | Грейт-Бенд           | Мапа        |
| Канзас, округ 2             |                                                                         | Стів Воткінс              |        | республіканська | 2019        | 18 вересня 1976 (48 років)   | Топіка               | Мапа        |
| Канзас, округ 3             |                                                                         | Шеріс Девідс              |        | демократична    | 2019        | 22 травня 1980 (44 роки)     | Шоні                 | Мапа        |
| Канзас, округ 4             |                                                                         | Рон Естес                 |        | республіканська | 2017        | 19 липня 1956 (68 років)     | Вічита               | Мапа        |
| Кентуккі, округ 1           |                                                                         | Джеймс Камер              |        | республіканська | 2016        | 19 серпня 1972 (52 роки)     | Томпкінсвілл         | Мапа        |
| Кентуккі, округ 2           |                                                                         | Бретт Гатрі               |        | республіканська | 2009        | 18 лютого 1964 (61 рік)      | Боулінг-Грін         | Мапа        |
| Кентуккі, округ 3           |                                                                         | Джон Ярмут                |        | демократична    | 2007        | 4 листопада 1947 (77 років)  | Луїсвілл             | Мапа        |
| Кентуккі, округ 4           |                                                                         | Томас Массі               |        | республіканська | 2012        | 13 січня 1971 (54 роки)      | Гаррісон             | Мапа        |
| Кентуккі, округ 5           |                                                                         | Хол Роджерс               |        | республіканська | 1981        | 31 грудня 1937 (87 років)    | Маунт-Вернон         | Мапа        |
| Кентуккі, округ 6           |                                                                         | Енді Барр                 |        | республіканська | 2013        | 24 липня 1973 (51 рік)       | Лексінгтон           | Мапа        |
| Колорадо, округ 1           |                                                                         | Діана Дегетте             |        | демократична    | 1997        | 29 липня 1957 (67 років)     | Денвер               | Мапа        |
| Колорадо, округ 2           |                                                                         | Джо Неґ'юз                |        | демократична    | 2019        | 13 травня 1984 (40 років)    | Боулдер              | Мапа        |
| Колорадо, округ 3           |                                                                         | Скотт Тіптон              |        | республіканська | 2011        | 9 листопада 1956 (68 років)  | Кортес               | Мапа        |
| Колорадо, округ 4           |                                                                         | Кен Бак                   |        | республіканська | 2015        | 16 лютого 1959 (66 років)    | Грілі                | Мапа        |
| Колорадо, округ 5           |                                                                         | Дуґ Ламборн               |        | республіканська | 2007        | 24 травня 1954 (70 років)    | Колорадо-Спрінгз     | Мапа        |
| Колорадо, округ 6           |                                                                         | Джейсон Кроу              |        | демократична    | 2019        | 15 березня 1979 (46 років)   | Орора                | Мапа        |
| Колорадо, округ 7           |                                                                         | Ед Перлмуттер             |        | демократична    | 2007        | 1 травня 1953 (71 рік)       | Лейквуд              | Мапа        |
| Коннектикут, округ 1        |                                                                         | Джон Ларсон               |        | демократична    | 1999        | 22 липня 1948 (76 років)     | Іст-Гартфорд         | Мапа        |
| Коннектикут, округ 2        |                                                                         | Джо Куртні                |        | демократична    | 2007        | 6 квітня 1953 (71 рік)       | Вернон               | Мапа        |
| Коннектикут, округ 3        |                                                                         | Роза Делауро              |        | демократична    | 1991        | 2 березня 1943 (82 роки)     | Нью-Гейвен           | Мапа        |
| Коннектикут, округ 4        |                                                                         | Джим Хімс                 |        | демократична    | 2009        | 5 липня 1966 (58 років)      | Кос-Коб              | Мапа        |
| Коннектикут, округ 5        |                                                                         | Джахана Хейс              |        | демократична    | 2019        | 8 березня 1973 (52 роки)     | Волкотт              | Мапа        |
| Луїзіана, округ 1           |                                                                         | Стів Скаліс               |        | республіканська | 2008        | 6 жовтня 1965 (59 років)     | Джефферсон           | Мапа        |
| Луїзіана, округ 2           |                                                                         | Седрік Річмонд            |        | демократична    | 2011        | 13 вересня 1973 (51 рік)     | Новий Орлеан         | Мапа        |
| Луїзіана, округ 3           |                                                                         | Клей Хіггінс              |        | республіканська | 2017        | 24 серпня 1961 (63 роки)     | Порт-Барр            | Мапа        |
| Луїзіана, округ 4           |                                                                         | Майк Джонсон              |        | республіканська | 2017        | 30 січня 1972 (53 роки)      | Бентон               | Мапа        |
| Луїзіана, округ 5           |                                                                         | Ральф Абрахам             |        | республіканська | 2015        | 16 вересня 1954 (70 років)   | Менгем               | Мапа        |
| Луїзіана, округ 6           |                                                                         | Гаррет Грейвс             |        | республіканська | 2015        | 31 січня 1972 (53 роки)      | Батон-Руж            | Мапа        |
| Массачусетс, округ 1        |                                                                         | Річард Ніл                |        | демократична    | 1989        | 14 лютого 1949 (76 років)    | Спрингфілд           | Мапа        |
| Массачусетс, округ 2        |                                                                         | Джим Макговерн            |        | демократична    | 1997        | 20 листопада 1959 (65 років) | Вустер               | Мапа        |
| Массачусетс, округ 3        |                                                                         | Лорі Траган               |        | демократична    | 2019        | 27 жовтня 1973 (51 рік)      | Вестфорд             | Мапа        |
| Массачусетс, округ 4        |                                                                         | Джо Кеннеді III           |        | демократична    | 2013        | 4 жовтня 1980 (44 роки)      | Бруклайн             | Мапа        |
| Массачусетс, округ 5        |                                                                         | Кетрін Кларк              |        | демократична    | 2013        | 17 липня 1963 (61 рік)       | Мелроуз              | Мапа        |
| Массачусетс, округ 6        |                                                                         | Сет Моултон               |        | демократична    | 2015        | 24 жовтня 1978 (46 років)    | Сейлем               | Мапа        |
| Массачусетс, округ 7        |                                                                         | Аянна Пресслі             |        | демократична    | 2019        | 3 лютого 1974 (51 рік)       | Дорчестер            | Мапа        |
| Массачусетс, округ 8        |                                                                         | Стівен Лінч               |        | демократична    | 2001        | 31 березня 1955 (69 років)   | Бостон               | Мапа        |
| Массачусетс, округ 9        |                                                                         | Білл Кітінг               |        | демократична    | 2011        | 6 вересня 1952 (72 роки)     | Борн                 | Мапа        |
| Мен, округ 1                |                                                                         | Челлі Пінґрі              |        | демократична    | 2009        | 2 квітня 1955 (69 років)     | Норт-Гейвен          | Мапа        |
| Мен, округ 2                |                                                                         | Джаред Голден             |        | демократична    | 2019        | 25 липня 1982 (42 роки)      | Льюїстон             | Мапа        |
| Меріленд, округ 1           |                                                                         | Енді Харріс               |        | республіканська | 2011        | 25 січня 1957 (68 років)     | Кокісвілл            | Мапа        |
| Меріленд, округ 2           |                                                                         | Датч Рапперсбергер        |        | демократична    | 2003        | 31 січня 1946 (79 років)     | Балтимор             | Мапа        |
| Меріленд, округ 3           |                                                                         | Джон Сарбанс              |        | демократична    | 2007        | 22 травня 1962 (62 роки)     | Таусон               | Мапа        |
| Меріленд, округ 4           |                                                                         | Ентоні Браун              |        | демократична    | 2017        | 21 листопада 1961 (63 роки)  | Ланем                | Мапа        |
| Меріленд, округ 5           |                                                                         | Стені Хоєр                |        | демократична    | 1981        | 14 червня 1939 (85 років)    | Меканіксвілл         | Мапа        |
| Меріленд, округ 6           |                                                                         | Девід Троун               |        | демократична    | 2019        | 21 вересня 1955 (69 років)   | Потомак              | Мапа        |
| Меріленд, округ 7           |                                                                         | Вакантний мандат          |        |                 |             |                              |                      | Мапа        |
| Меріленд, округ 8           |                                                                         | Джеймі Раскін             |        | демократична    | 2017        | 13 грудня 1962 (62 роки)     | Такома-Парк          | Мапа        |
| Міннесота, округ 1          |                                                                         | Джим Хагедорн             |        | республіканська | 2019        | 4 серпня 1962 (62 роки)      | Блу-Ерт              | Мапа        |
| Міннесота, округ 2          |                                                                         | Енґі Крейґ                |        | демократична    | 2019        | 14 лютого 1972 (53 роки)     | Іґан                 | Мапа        |
| Міннесота, округ 3          |                                                                         | Дін Філліпс               |        | демократична    | 2019        | 20 січня 1969 (56 років)     | Діпгейвен            | Мапа        |
| Міннесота, округ 4          |                                                                         | Бетті Макколлум           |        | демократична    | 2001        | 12 липня 1954 (70 років)     | Сент-Пол             | Мапа        |
| Міннесота, округ 5          |                                                                         | Ільхан Омар               |        | демократична    | 2019        | 4 жовтня 1981 (43 роки)      | Міннеаполіс          | Мапа        |
| Міннесота, округ 6          |                                                                         | Том Еммер                 |        | республіканська | 2015        | 3 березня 1961 (64 роки)     | Делано               | Мапа        |
| Міннесота, округ 7          |                                                                         | Коллін Пітерсон           |        | демократична    | 1991        | 29 червня 1944 (80 років)    | Мурхед               | Мапа        |
| Міннесота, округ 8          |                                                                         | Піт Штаубер               |        | республіканська | 2019        | 10 травня 1966 (58 років)    | Германтаун           | Мапа        |
| Міссісіпі, округ 1          |                                                                         | Трент Келлі               |        | республіканська | 2015        | 1 березня 1966 (59 років)    | Солтілло             | Мапа        |
| Міссісіпі, округ 2          |                                                                         | Бенні Томпсон             |        | демократична    | 1993        | 28 січня 1948 (77 років)     | Болтон               | Мапа        |
| Міссісіпі, округ 3          |                                                                         | Майкл Ґест                |        | республіканська | 2019        | 4 лютого 1970 (55 років)     | Брандон              | Мапа        |
| Міссісіпі, округ 4          |                                                                         | Стівен Палаццо            |        | республіканська | 2011        | 21 лютого 1970 (55 років)    | Ґалфпорт             | Мапа        |
| Міссурі, округ 1            |                                                                         | Лесі Клей                 |        | демократична    | 2001        | 27 липня 1956 (68 років)     | Сент-Луїс            | Мапа        |
| Міссурі, округ 2            |                                                                         | Енн Вагнер                |        | республіканська | 2013        | 13 вересня 1962 (62 роки)    | Боллвін              | Мапа        |
| Міссурі, округ 3            |                                                                         | Блейн Люткемеєр           |        | республіканська | 2009        | 7 травня 1952 (72 роки)      | Сент-Елізабет        | Мапа        |
| Міссурі, округ 4            |                                                                         | Вікі Харцлер              |        | республіканська | 2011        | 13 жовтня 1960 (64 роки)     | Гаррісонвілл         | Мапа        |
| Міссурі, округ 5            |                                                                         | Емануел Клівер            |        | демократична    | 2005        | 26 жовтня 1944 (80 років)    | Канзас-Сіті          | Мапа        |
| Міссурі, округ 6            |                                                                         | Сем Грейвс                |        | республіканська | 2001        | 7 листопада 1963 (61 рік)    | Таркіо               | Мапа        |
| Міссурі, округ 7            |                                                                         | Біллі Лонг                |        | республіканська | 2011        | 11 серпня 1955 (69 років)    | Спрингфілд           | Мапа        |
| Міссурі, округ 8            |                                                                         | Джейсон Сміт              |        | республіканська | 2013        | 16 червня 1980 (44 роки)     | Сейлем               | Мапа        |
| Мічиган, округ 1            |                                                                         | Джек Берґман              |        | республіканська | 2017        | 2 лютого 1947 (78 років)     | Вотерсміт            | Мапа        |
| Мічиган, округ 2            |                                                                         | Білл Х'юзенга             |        | республіканська | 2011        | 31 січня 1969 (56 років)     | Зіленд               | Мапа        |
| Мічиган, округ 3            |                                                                         | Джастін Амаш              |        | лібертаріанська | 2011        | 18 квітня 1980 (44 роки)     | Каскад               | Мапа        |
| Мічиган, округ 4            |                                                                         | Джон Муленаар             |        | республіканська | 2015        | 8 травня 1961 (63 роки)      | Мідленд              | Мапа        |
| Мічиган, округ 5            |                                                                         | Ден Кілді                 |        | демократична    | 2013        | 11 серпня 1958 (66 років)    | Флінт                | Мапа        |
| Мічиган, округ 6            |                                                                         | Фред Аптон                |        | республіканська | 1987        | 23 квітня 1953 (71 рік)      | Сент-Джозеф          | Мапа        |
| Мічиган, округ 7            |                                                                         | Тім Волберг               |        | республіканська | 2011        | 12 квітня 1951 (73 роки)     | Тіптон               | Мапа        |
| Мічиган, округ 8            |                                                                         | Еліза Слоткін             |        | демократична    | 2019        | 10 липня 1976 (48 років)     | Голлі                | Мапа        |
| Мічиган, округ 9            |                                                                         | Енді Левін                |        | демократична    | 2019        | 10 серпня 1960 (64 роки)     | Блумфілд             | Мапа        |
| Мічиган, округ 10           |                                                                         | Пот Мітчелл               |        | республіканська | 2017        | 14 листопада 1956 (68 років) | Драйден              | Мапа        |
| Мічиган, округ 11           |                                                                         | Хейлі Стівенс             |        | демократична    | 2019        | 24 червня 1983 (41 рік)      | Рочестер-Гіллс       | Мапа        |
| Мічиган, округ 12           |                                                                         | Деббі Дінгелл             |        | демократична    | 2015        | 23 листопада 1953 (71 рік)   | Дірборн              | Мапа        |
| Мічиган, округ 13           |                                                                         | Рашида Тлайб              |        | демократична    | 2019        | 24 липня 1976 (48 років)     | Детройт              | Мапа        |
| Мічиган, округ 14           |                                                                         | Бренда Лоуренс            |        | демократична    | 2015        | 18 жовтня 1954 (70 років)    | Саутфілд             | Мапа        |
| Монтана, округ-штат         |                                                                         | Ґреґ Джафорте             |        | республіканська | 2017        | 17 квітня 1961 (63 роки)     | Бозмен               | Мапа        |
| Небраска, округ 1           |                                                                         | Джефф Фортенберрі         |        | республіканська | 2005        | 27 грудня 1960 (64 роки)     | Лінкольн             | Мапа        |
| Небраска, округ 2           |                                                                         | Дон Бейкон                |        | республіканська | 2017        | 16 серпня 1963 (61 рік)      | Папіліон             | Мапа        |
| Небраска, округ 3           |                                                                         | Адріан Сміт               |        | республіканська | 2007        | 19 грудня 1970 (54 роки)     | Гірінг               | Мапа        |
| Невада, округ 1             |                                                                         | Діна Тайтус               |        | демократична    | 2013        | 23 травня 1950 (74 роки)     | Лас-Вегас            | Мапа        |
| Невада, округ 2             |                                                                         | Марк Амодей               |        | республіканська | 2011        | 12 червня 1958 (66 років)    | Карсон-Сіті          | Мапа        |
| Невада, округ 3             |                                                                         | С'юзі Лі                  |        | демократична    | 2019        | 7 листопада 1966 (58 років)  | Лас-Вегас            | Мапа        |
| Невада, округ 4             |                                                                         | Стівен Хорсфорд           |        | демократична    | 2019        | 29 квітня 1973 (51 рік)      | Лас-Вегас            | Мапа        |
| Нью-Гемпшир, округ 1        |                                                                         | Кріс Паппас               |        | демократична    | 2019        | 4 червня 1980 (44 роки)      | Манчестер            | Мапа        |
| Нью-Гемпшир, округ 2        |                                                                         | Енн Маклейн Кастер        |        | демократична    | 2013        | 5 вересня 1956 (68 років)    | Гопкінтон            | Мапа        |
| Нью-Джерсі, округ 1         |                                                                         | Дональд Норкросс          |        | демократична    | 2014        | 13 грудня 1958 (66 років)    | Камден               | Мапа        |
| Нью-Джерсі, округ 2         |                                                                         | Джефф Ван Дрю             |        | республіканська | 2019        | 23 лютого 1953 (72 роки)     | Денніс Тауншип       | Мапа        |
| Нью-Джерсі, округ 3         |                                                                         | Енді Кім                  |        | демократична    | 2019        | 12 липня 1982 (42 роки)      | Бордентаун           | Мапа        |
| Нью-Джерсі, округ 4         |                                                                         | Кріс Сміт                 |        | республіканська | 1981        | 4 березня 1953 (72 роки)     | Гамільтон Тауншип    | Мапа        |
| Нью-Джерсі, округ 5         |                                                                         | Джош Готтхаймер           |        | демократична    | 2017        | 8 березня 1975 (50 років)    | Викофф               | Мапа        |
| Нью-Джерсі, округ 6         |                                                                         | Френк Паллон              |        | демократична    | 1988        | 30 жовтня 1951 (73 роки)     | Нью-Брансвік         | Мапа        |
| Нью-Джерсі, округ 7         |                                                                         | Том Маліновскі            |        | демократична    | 2019        | 15 вересня 1965 (59 років)   | Рокі-Гілл            | Мапа        |
| Нью-Джерсі, округ 8         |                                                                         | Альбіо Сірес              |        | демократична    | 2006        | 26 січня 1951 (74 роки)      | Вест-Нью-Йорк        | Мапа        |
| Нью-Джерсі, округ 9         |                                                                         | Білл Паскрелл             |        | демократична    | 1997        | 25 січня 1937 (88 років)     | Патерсон             | Мапа        |
| Нью-Джерсі, округ 10        |                                                                         | Дональд Пейн молодший     |        | демократична    | 2012        | 16 грудня 1958 (66 років)    | Ньюарк               | Мапа        |
| Нью-Джерсі, округ 11        |                                                                         | Мікі Шерілл               |        | демократична    | 2019        | 19 січня 1972 (53 роки)      | Монтклер             | Мапа        |
| Нью-Джерсі, округ 12        |                                                                         | Бонні Ватсон Коулман      |        | демократична    | 2015        | 6 лютого 1945 (80 років)     | Юїнг Тауншип         | Мапа        |
| Нью-Йорк, округ 1           |                                                                         | Лі Зельдін                |        | республіканська | 2015        | 30 січня 1980 (45 років)     | Ширлі                | Мапа        |
| Нью-Йорк, округ 2           |                                                                         | Пітер Т. Кінг             |        | республіканська | 1993        | 5 квітня 1944 (80 років)     | Сіфорд               | Мапа        |
| Нью-Йорк, округ 3           |                                                                         | Томас Суоззі              |        | демократична    | 2017        | 31 серпня 1962 (62 роки)     | Ґлен-Коув            | Мапа        |
| Нью-Йорк, округ 4           |                                                                         | Кетлін Райс               |        | демократична    | 2015        | 15 лютого 1965 (60 років)    | Гарден-Сіті          | Мапа        |
| Нью-Йорк, округ 5           |                                                                         | Грегорі Мікс              |        | демократична    | 1998        | 25 вересня 1953 (71 рік)     | Нью-Йорк             | Мапа        |
| Нью-Йорк, округ 6           |                                                                         | Грейс Менг                |        | демократична    | 2013        | 1 жовтня 1975 (49 років)     | Нью-Йорк             | Мапа        |
| Нью-Йорк, округ 7           |                                                                         | Нідія Веласкес            |        | демократична    | 1993        | 28 березня 1953 (71 рік)     | Нью-Йорк             | Мапа        |
| Нью-Йорк, округ 8           |                                                                         | Хакім Джеффріс            |        | демократична    | 2013        | 4 серпня 1970 (54 роки)      | Нью-Йорк             | Мапа        |
| Нью-Йорк, округ 9           |                                                                         | Іветт Кларк               |        | демократична    | 2007        | 21 листопада 1964 (60 років) | Нью-Йорк             | Мапа        |
| Нью-Йорк, округ 10          |                                                                         | Джері Недлер              |        | демократична    | 1992        | 13 червня 1947 (77 років)    | Нью-Йорк             | Мапа        |
| Нью-Йорк, округ 11          |                                                                         | Макс Роуз                 |        | демократична    | 2019        | 28 листопада 1986 (38 років) | Нью-Йорк             | Мапа        |
| Нью-Йорк, округ 12          |                                                                         | Керолін Мелоні            |        | демократична    | 1993        | 19 лютого 1946 (79 років)    | Нью-Йорк             | Мапа        |
| Нью-Йорк, округ 13          |                                                                         | Адріано Еспайллат         |        | демократична    | 2017        | 27 вересня 1954 (70 років)   | Нью-Йорк             | Мапа        |
| Нью-Йорк, округ 14          |                                                                         | Александрія Окасіо-Кортес |        | демократична    | 2019        | 13 жовтня 1989 (35 років)    | Нью-Йорк             | Мапа        |
| Нью-Йорк, округ 15          |                                                                         | Хосе Серрано              |        | демократична    | 1990        | 24 жовтня 1943 (81 рік)      | Нью-Йорк             | Мапа        |
| Нью-Йорк, округ 16          |                                                                         | Еліот Енгель              |        | демократична    | 1989        | 18 лютого 1947 (78 років)    | Нью-Йорк             | Мапа        |
| Нью-Йорк, округ 17          |                                                                         | Ніта Лоуї                 |        | демократична    | 1989        | 5 липня 1937 (87 років)      | Гаррісон             | Мапа        |
| Нью-Йорк, округ 18          |                                                                         | Шон Патрік Мелоні         |        | демократична    | 2013        | 30 липня 1966 (58 років)     | Кармел               | Мапа        |
| Нью-Йорк, округ 19          |                                                                         | Антоніо Дельґадо          |        | демократична    | 2019        | 28 січня 1977 (48 років)     | Райнбек              | Мапа        |
| Нью-Йорк, округ 20          |                                                                         | Пол Тонко                 |        | демократична    | 2009        | 18 червня 1949 (75 років)    | Амстердам            | Мапа        |
| Нью-Йорк, округ 21          |                                                                         | Еліс Стефанік             |        | республіканська | 2015        | 2 липня 1984 (40 років)      | Віллсборо            | Мапа        |
| Нью-Йорк, округ 22          |                                                                         | Ентоні Бріндісі           |        | демократична    | 2019        | 22 листопада 1978 (46 років) | Ютіка                | Мапа        |
| Нью-Йорк, округ 23          |                                                                         | Том Рід                   |        | республіканська | 2010        | 18 листопада 1971 (53 роки)  | Корнінг              | Мапа        |
| Нью-Йорк, округ 24          |                                                                         | Джон Катко                |        | республіканська | 2015        | 9 листопада 1962 (62 роки)   | Кеміллес             | Мапа        |
| Нью-Йорк, округ 25          |                                                                         | Джозеф Морель             |        | демократична    | 2018        | 29 квітня 1957 (67 років)    | Айрондеквойт         | Мапа        |
| Нью-Йорк, округ 26          |                                                                         | Браян Хіггінс             |        | демократична    | 2005        | 6 жовтня 1959 (65 років)     | Баффало              | Мапа        |
| Нью-Йорк, округ 27          |                                                                         | Вакантний мандат          |        |                 |             |                              |                      | Мапа        |
| Нью-Мексико, округ 1        |                                                                         | Деб Хааланд               |        | демократична    | 2019        | 2 грудня 1960 (64 роки)      | Альбукерке           | Мапа        |
| Нью-Мексико, округ 2        |                                                                         | Хохітль Торрес Смолл      |        | демократична    | 2019        | 15 листопада 1984 (40 років) | Лас-Крусес           | Мапа        |
| Нью-Мексико, округ 3        |                                                                         | Бен Рей Лухан             |        | демократична    | 2009        | 7 червня 1972 (52 роки)      | Санта-Фе             | Мапа        |
| Огайо, округ 1              |                                                                         | Стів Шабо                 |        | республіканська | 2011        | 22 січня 1953 (72 роки)      | Цинциннаті           | Мапа        |
| Огайо, округ 2              |                                                                         | Бред Венструп             |        | республіканська | 2013        | 17 червня 1958 (66 років)    | Цинциннаті           | Мапа        |
| Огайо, округ 3              |                                                                         | Джойс Бетті               |        | демократична    | 2013        | 12 березня 1950 (75 років)   | Колумбус             | Мапа        |
| Огайо, округ 4              |                                                                         | Джим Джордан              |        | республіканська | 2007        | 17 лютого 1964 (61 рік)      | Лайма                | Мапа        |
| Огайо, округ 5              |                                                                         | Боб Латта                 |        | республіканська | 2007        | 18 квітня 1956 (68 років)    | Боулінг-Грін         | Мапа        |
| Огайо, округ 6              |                                                                         | Білл Джонсон              |        | республіканська | 2011        | 10 листопада 1954 (70 років) | Маріетта             | Мапа        |
| Огайо, округ 7              |                                                                         | Боб Гіббс                 |        | республіканська | 2011        | 14 червня 1954 (70 років)    | Вашингтон            | Мапа        |
| Огайо, округ 8              |                                                                         | Воррен Девідсон           |        | республіканська | 2016        | 1 березня 1970 (55 років)    | Трой                 | Мапа        |
| Огайо, округ 9              |                                                                         | Марсі Каптур              |        | демократична    | 1983        | 17 червня 1946 (78 років)    | Толідо               | Мапа        |
| Огайо, округ 10             |                                                                         | Майк Тернер               |        | республіканська | 2003        | 11 січня 1960 (65 років)     | Дейтон               | Мапа        |
| Огайо, округ 11             |                                                                         | Марсія Фадж               |        | демократична    | 2008        | 29 жовтня 1952 (72 роки)     | Клівленд             | Мапа        |
| Огайо, округ 12             |                                                                         | Трой Болдерсон            |        | республіканська | 2018        | 16 січня 1962 (63 роки)      | Зейнсвілл            | Мапа        |
| Огайо, округ 13             |                                                                         | Тім Раян                  |        | демократична    | 2003        | 16 липня 1973 (51 рік)       | Найлс                | Мапа        |
| Огайо, округ 14             |                                                                         | Девід Джойс               |        | республіканська | 2013        | 17 березня 1957 (68 років)   | Ричмонд-Гайтс        | Мапа        |
| Огайо, округ 15             |                                                                         | Стів Стіверс              |        | республіканська | 2011        | 24 березня 1965 (60 років)   | Колумбус             | Мапа        |
| Огайо, округ 16             |                                                                         | Ентоні Гонсалез           |        | республіканська | 2019        | 18 вересня 1984 (40 років)   | Рокі-Рівер           | Мапа        |
| Оклахома, округ 1           |                                                                         | Кевін Херн                |        | республіканська | 2018        | 4 грудня 1961 (63 роки)      | Талса                | Мапа        |
| Оклахома, округ 2           |                                                                         | Марквейн Маллін           |        | республіканська | 2013        | 26 липня 1977 (47 років)     | Вествілл             | Мапа        |
| Оклахома, округ 3           |                                                                         | Френк Лукас               |        | республіканська | 1994        | 6 січня 1960 (65 років)      | Енід                 | Мапа        |
| Оклахома, округ 4           |                                                                         | Том Коул                  |        | республіканська | 2003        | 28 квітня 1949 (75 років)    | Мур                  | Мапа        |
| Оклахома, округ 5           |                                                                         | Кендра Хорн               |        | демократична    | 2019        | 9 червня 1976 (48 років)     | Оклахома-Сіті        | Мапа        |
| Орегон, округ 1             |                                                                         | Сюзанн Бонамічі           |        | демократична    | 2012        | 14 жовтня 1954 (70 років)    | Бівертон             | Мапа        |
| Орегон, округ 2             |                                                                         | Грег Волден               |        | республіканська | 1999        | 10 січня 1957 (68 років)     | Гуд-Рівер            | Мапа        |
| Орегон, округ 3             |                                                                         | Ерл Блюменауер            |        | демократична    | 1996        | 16 серпня 1948 (76 років)    | Портленд             | Мапа        |
| Орегон, округ 4             |                                                                         | Пітер Дефазіо             |        | демократична    | 1987        | 27 травня 1947 (77 років)    | Спрингфілд           | Мапа        |
| Орегон, округ 5             |                                                                         | Курт Шрадер               |        | демократична    | 2009        | 19 жовтня 1951 (73 роки)     | Канбі                | Мапа        |
| Пенсільванія, округ 1       |                                                                         | Браян Фіцпатрік           |        | республіканська | 2017        | 17 грудня 1973 (51 рік)      | Левіттаун            | Мапа        |
| Пенсільванія, округ 2       |                                                                         | Брендан Бойл              |        | демократична    | 2015        | 6 лютого 1977 (48 років)     | Філадельфія          | Мапа        |
| Пенсільванія, округ 3       |                                                                         | Двайт Еванс               |        | демократична    | 2016        | 16 травня 1954 (70 років)    | Філадельфія          | Мапа        |
| Пенсільванія, округ 4       |                                                                         | Меделін Дін               |        | демократична    | 2019        | 6 червня 1959 (65 років)     | Абінгтон Тауншип     | Мапа        |
| Пенсільванія, округ 5       |                                                                         | Мері Ґей Скенлон          |        | демократична    | 2018        | 30 серпня 1959 (65 років)    | Свортмор             | Мапа        |
| Пенсільванія, округ 6       |                                                                         | Кріссі Хоулаган           |        | демократична    | 2019        | 5 червня 1967 (57 років)     | Девон                | Мапа        |
| Пенсільванія, округ 7       |                                                                         | С'юзан Вайлд              |        | демократична    | 2018        | 7 червня 1957 (67 років)     | Саут-Вайтголл        | Мапа        |
| Пенсільванія, округ 8       |                                                                         | Метт Картрайт             |        | демократична    | 2013        | 1 травня 1961 (63 роки)      | Музік                | Мапа        |
| Пенсільванія, округ 9       |                                                                         | Ден Мойзер                |        | республіканська | 2019        | 10 лютого 1964 (61 рік)      | Даллас               | Мапа        |
| Пенсільванія, округ 10      |                                                                         | Скотт Перрі               |        | республіканська | 2013        | 27 травня 1962 (62 роки)     | Гаррісберг           | Мапа        |
| Пенсільванія, округ 11      |                                                                         | Ллойд Смакер              |        | республіканська | 2017        | 23 січня 1964 (61 рік)       | Вест-Лампітер        | Мапа        |
| Пенсільванія, округ 12      |                                                                         | Фред Келлер               |        | республіканська | 2019        | 23 жовтня 1965 (59 років)    | Міддлкрік Тауншип    | Мапа        |
| Пенсільванія, округ 13      |                                                                         | Джон Джойс                |        | республіканська | 2019        | 8 лютого 1957 (68 років)     | Алтуна               | Мапа        |
| Пенсільванія, округ 14      | Файл:Guy Reschenthaler, official portrait, 116th Congress (cropped).jpg | Гай Решенталер            |        | республіканська | 2019        | 17 квітня 1983 (41 рік)      | Джефферсон-Гіллс     | Мапа        |
| Пенсільванія, округ 15      |                                                                         | Глен Томпсон              |        | республіканська | 2009        | 27 липня 1959 (65 років)     | Ойл-Сіті             | Мапа        |
| Пенсільванія, округ 16      |                                                                         | Майк Келлі                |        | республіканська | 2011        | 10 травня 1948 (76 років)    | Батлер               | Мапа        |
| Пенсільванія, округ 17      |                                                                         | Конор Лемб                |        | демократична    | 2018        | 27 червня 1984 (40 років)    | Маунт-Лебанон        | Мапа        |
| Пенсільванія, округ 18      |                                                                         | Майк Дойл                 |        | демократична    | 1995        | 5 серпня 1953 (71 рік)       | Піттсбург            | Мапа        |
| Південна Дакота, округ-штат |                                                                         | Дасті Джонсон             |        | республіканська | 2019        | 30 вересня 1976 (48 років)   | Мітчелл              | Мапа        |
| Південна Кароліна, округ 1  |                                                                         | Джо Каннінгхем            |        | демократична    | 2019        | 26 травня 1982 (42 роки)     | Чарлстон             | Мапа        |
| Південна Кароліна, округ 2  |                                                                         | Джо Вілсон                |        | республіканська | 2001        | 31 липня 1947 (77 років)     | Вест-Колумбія        | Мапа        |
| Південна Кароліна, округ 3  |                                                                         | Джефф Дункан              |        | республіканська | 2011        | 7 січня 1966 (59 років)      | Лоренс               | Мапа        |
| Південна Кароліна, округ 4  |                                                                         | Вільям Тіммонс            |        | республіканська | 2019        | 30 квітня 1984 (40 років)    | Грінвілл             | Мапа        |
| Південна Кароліна, округ 5  |                                                                         | Ральф Норман              |        | республіканська | 2017        | 20 червня 1953 (71 рік)      | Рок-Гілл             | Мапа        |
| Південна Кароліна, округ 6  |                                                                         | Джим Клібьорн             |        | демократична    | 1993        | 21 липня 1940 (84 роки)      | Колумбія             | Мапа        |
| Південна Кароліна, округ 7  |                                                                         | Том Райс                  |        | республіканська | 2013        | 4 серпня 1957 (67 років)     | Мертл-Біч            | Мапа        |
| Північна Дакота, округ-штат |                                                                         | Келлі Армстронг           |        | республіканська | 2019        | 8 жовтня 1976 (48 років)     | Дікінсон             | Мапа        |
| Північна Кароліна, округ 1  |                                                                         | Джі Кей Баттерфілд        |        | демократична    | 2004        | 27 квітня 1947 (77 років)    | Вілсон               | Мапа        |
| Північна Кароліна, округ 2  |                                                                         | Джордж Холдінг            |        | республіканська | 2013        | 17 квітня 1968 (56 років)    | Ралі                 | Мапа        |
| Північна Кароліна, округ 3  |                                                                         | Грег Мьорфі               |        | республіканська | 2019        | 1 січня 1963 (62 роки)       | Грінвілл             | Мапа        |
| Північна Кароліна, округ 4  |                                                                         | Девід Прайс               |        | демократична    | 1997        | 17 серпня 1940 (84 роки)     | Чапел-Гілл           | Мапа        |
| Північна Кароліна, округ 5  |                                                                         | Вірджинія Фокс            |        | республіканська | 2005        | 29 червня 1943 (81 рік)      | Баннер-Елк           | Мапа        |
| Північна Кароліна, округ 6  |                                                                         | Марк Вокер                |        | республіканська | 2015        | 20 травня 1969 (55 років)    | Ґрінсборо            | Мапа        |
| Північна Кароліна, округ 7  |                                                                         | Девід Роузер              |        | республіканська | 2015        | 16 лютого 1972 (53 роки)     | МакДжи-Кроссроудс    | Мапа        |
| Північна Кароліна, округ 8  |                                                                         | Річард Хадсон             |        | республіканська | 2013        | 4 листопада 1971 (53 роки)   | Конкорд              | Мапа        |
| Північна Кароліна, округ 9  |                                                                         | Ден Бішоп                 |        | республіканська | 2019        | 1 липня 1964 (60 років)      | Шарлотт              | Мапа        |
| Північна Кароліна, округ 10 |                                                                         | Патрік МакГенрі           |        | республіканська | 2005        | 22 жовтня 1975 (49 років)    | Черрівілл            | Мапа        |
| Північна Кароліна, округ 11 |                                                                         | Вакантний мандат          |        |                 |             |                              |                      | Мапа        |
| Північна Кароліна, округ 12 |                                                                         | Елма Адамс                |        | демократична    | 2014        | 27 травня 1946 (78 років)    | Шарлотт              | Мапа        |
| Північна Кароліна, округ 13 |                                                                         | Тед Бадд                  |        | республіканська | 2017        | 21 жовтня 1971 (53 роки)     | Адванс               | Мапа        |
| Род-Айленд, округ 1         |                                                                         | Девід Сісіллін            |        | демократична    | 2011        | 15 липня 1961 (63 роки)      | Провіденс            | Мапа        |
| Род-Айленд, округ 2         |                                                                         | Джеймс Лангевін           |        | демократична    | 2001        | 22 квітня 1964 (60 років)    | Ворік                | Мапа        |
| Теннессі, округ 1           |                                                                         | Філ Ро                    |        | республіканська | 2009        | 21 липня 1945 (79 років)     | Джонсон-Сіті         | Мапа        |
| Теннессі, округ 2           |                                                                         | Тім Барчетт               |        | республіканська | 2019        | 25 серпня 1964 (60 років)    | Ноксвілл             | Мапа        |
| Теннессі, округ 3           |                                                                         | Чак Фляйшманн             |        | республіканська | 2011        | 11 жовтня 1962 (62 роки)     | Ултева               | Мапа        |
| Теннессі, округ 4           |                                                                         | Скотт Деярлє              |        | республіканська | 2011        | 21 лютого 1964 (61 рік)      | Саут-Піттсбург       | Мапа        |
| Теннессі, округ 5           |                                                                         | Джим Купер                |        | демократична    | 2003        | 19 червня 1954 (70 років)    | Нашвілл              | Мапа        |
| Теннессі, округ 6           |                                                                         | Джон Роуз                 |        | республіканська | 2019        | 23 лютого 1965 (60 років)    | Куквілл              | Мапа        |
| Теннессі, округ 7           |                                                                         | Марк Грін                 |        | республіканська | 2019        | 8 листопада 1964 (60 років)  | Кларксвілл           | Мапа        |
| Теннессі, округ 8           |                                                                         | Девід Кустофф             |        | республіканська | 2017        | 8 жовтня 1966 (58 років)     | Мемфіс               | Мапа        |
| Теннессі, округ 9           |                                                                         | Стів Коен                 |        | демократична    | 2007        | 24 травня 1949 (75 років)    | Мемфіс               | Мапа        |
| Техас, округ 1              |                                                                         | Луї Гомерт                |        | республіканська | 2005        | 18 серпня 1953 (71 рік)      | Тайлер               | Мапа        |
| Техас, округ 2              |                                                                         | Ден Креншо                |        | республіканська | 2019        | 14 березня 1984 (41 рік)     | Спрінг               | Мапа        |
| Техас, округ 3              |                                                                         | Ван Тейлор                |        | республіканська | 2019        | 1 серпня 1972 (52 роки)      | Плейно               | Мапа        |
| Техас, округ 4              |                                                                         | Джон Реткліфф             |        | республіканська | 2015        | 20 жовтня 1965 (59 років)    | Гіт                  | Мапа        |
| Техас, округ 5              |                                                                         | Ленс Гуден                |        | республіканська | 2019        | 1 грудня 1982 (42 роки)      | Кауфман              | Мапа        |
| Техас, округ 6              |                                                                         | Рон Райт                  |        | республіканська | 2019        | 8 квітня 1953 (71 рік)       | Арлінгтон            | Мапа        |
| Техас, округ 7              |                                                                         | Ліззі Флетчер             |        | демократична    | 2019        | 13 лютого 1975 (50 років)    | Х'юстон              | Мапа        |
| Техас, округ 8              |                                                                         | Кевін Брейді              |        | республіканська | 1997        | 11 квітня 1955 (69 років)    | Зе-Вудлендс          | Мапа        |
| Техас, округ 9              |                                                                         | Ел Грін                   |        | демократична    | 2005        | 1 вересня 1947 (77 років)    | Х'юстон              | Мапа        |
| Техас, округ 10             |                                                                         | Майкл Маккол              |        | республіканська | 2005        | 14 січня 1962 (63 роки)      | Вест-Лейк-Гіллс      | Мапа        |
| Техас, округ 11             |                                                                         | Майк Конавей              |        | республіканська | 2005        | 11 червня 1948 (76 років)    | Мідленд              | Мапа        |
| Техас, округ 12             |                                                                         | Кей Грейнджер             |        | республіканська | 1997        | 18 січня 1943 (82 роки)      | Форт-Верт            | Мапа        |
| Техас, округ 13             |                                                                         | Мак Торнберрі             |        | республіканська | 1995        | 15 липня 1958 (66 років)     | Кларендон            | Мапа        |
| Техас, округ 14             |                                                                         | Ренді Вебер               |        | республіканська | 2013        | 2 липня 1953 (71 рік)        | Елвін                | Мапа        |
| Техас, округ 15             |                                                                         | Вінсенте Гонсалес         |        | демократична    | 2017        | 4 вересня 1967 (57 років)    | Мак-Аллен            | Мапа        |
| Техас, округ 16             |                                                                         | Вероніка Ескобар          |        | демократична    | 2019        | 15 вересня 1969 (55 років)   | Ель-Пасо             | Мапа        |
| Техас, округ 17             |                                                                         | Білл Флорес               |        | республіканська | 2011        | 25 лютого 1954 (71 рік)      | Браян                | Мапа        |
| Техас, округ 18             |                                                                         | Шейла Джексон Лі          |        | демократична    | 1995        | 12 січня 1950 (75 років)     | Х'юстон              | Мапа        |
| Техас, округ 19             |                                                                         | Джоді Аррінгтон           |        | республіканська | 2017        | 9 березня 1972 (53 роки)     | Лаббок               | Мапа        |
| Техас, округ 20             |                                                                         | Хоакін Кастро             |        | демократична    | 2013        | 16 вересня 1974 (50 років)   | Сан-Антоніо          | Мапа        |
| Техас, округ 21             |                                                                         | Чіп Рой                   |        | республіканська | 2019        | 7 серпня 1972 (52 роки)      | Остін                | Мапа        |
| Техас, округ 22             |                                                                         | Піт Олсон                 |        | республіканська | 2009        | 9 грудня 1962 (62 роки)      | Шуґар-Ленд           | Мапа        |
| Техас, округ 23             |                                                                         | Вілл Герд                 |        | республіканська | 2015        | 19 серпня 1977 (47 років)    | Гелоутіс             | Мапа        |
| Техас, округ 24             |                                                                         | Кенні Марчант             |        | республіканська | 2005        | 23 лютого 1951 (74 роки)     | Коппелл              | Мапа        |
| Техас, округ 25             |                                                                         | Роджер Вільямс            |        | республіканська | 2013        | 13 вересня 1949 (75 років)   | Ветерфорд            | Мапа        |
| Техас, округ 26             |                                                                         | Майкл Берджес             |        | республіканська | 2003        | 23 грудня 1950 (74 роки)     | Льюїсвілл            | Мапа        |
| Техас, округ 27             |                                                                         | Майкл Клауд               |        | республіканська | 2018        | 13 травня 1975 (49 років)    | Вікторія             | Мапа        |
| Техас, округ 28             |                                                                         | Генрі Куеллар             |        | демократична    | 2005        | 19 вересня 1955 (69 років)   | Ларедо               | Мапа        |
| Техас, округ 29             |                                                                         | Сільвія Гарсія            |        | демократична    | 2019        | 6 вересня 1950 (74 роки)     | Х'юстон              | Мапа        |
| Техас, округ 30             |                                                                         | Едді Берніс Джонсон       |        | демократична    | 1993        | 3 грудня 1935 (89 років)     | Даллас               | Мапа        |
| Техас, округ 31             |                                                                         | Джон Картер               |        | республіканська | 2003        | 6 листопада 1941 (83 роки)   | Раунд-Рок            | Мапа        |
| Техас, округ 32             |                                                                         | Колін Аллред              |        | демократична    | 2019        | 15 квітня 1983 (41 рік)      | Даллас               | Мапа        |
| Техас, округ 33             |                                                                         | Марк Вісі                 |        | демократична    | 2013        | 3 січня 1971 (54 роки)       | Форт-Верт            | Мапа        |
| Техас, округ 34             |                                                                         | Філемон Вела молодший     |        | демократична    | 2013        | 13 лютого 1963 (62 роки)     | Браунсвілл           | Мапа        |
| Техас, округ 35             |                                                                         | Ллойд Доггет              |        | демократична    | 1995        | 6 жовтня 1946 (78 років)     | Остін                | Мапа        |
| Техас, округ 36             |                                                                         | Браян Бебін               |        | республіканська | 2015        | 23 березня 1948 (77 років)   | Вудвілл              | Мапа        |
| Флорида, округ 1            |                                                                         | Метт Гаетц                |        | республіканська | 2017        | 7 травня 1982 (42 роки)      | Форт-Волтон-Біч      | Мапа        |
| Флорида, округ 2            |                                                                         | Ніл Данн                  |        | республіканська | 2017        | 16 лютого 1953 (72 роки)     | Панама-Сіті          | Мапа        |
| Флорида, округ 3            |                                                                         | Тед Йохо                  |        | республіканська | 2013        | 13 квітня 1955 (69 років)    | Гейнсвілл            | Мапа        |
| Флорида, округ 4            |                                                                         | Джон Резерфорд            |        | республіканська | 2017        | 2 вересня 1952 (72 роки)     | Джексонвілл          | Мапа        |
| Флорида, округ 5            |                                                                         | Ел Лоусон                 |        | демократична    | 2017        | 21 вересня 1948 (76 років)   | Таллахассі           | Мапа        |
| Флорида, округ 6            |                                                                         | Майкл Вальц               |        | республіканська | 2019        | 31 січня 1974 (51 рік)       | Дейтона-Біч          | Мапа        |
| Флорида, округ 7            |                                                                         | Стефані Мьорфі            |        | демократична    | 2017        | 16 вересня 1978 (46 років)   | Вінтер-Парк          | Мапа        |
| Флорида, округ 8            |                                                                         | Білл Позі                 |        | республіканська | 2009        | 18 грудня 1947 (77 років)    | Рокледж              | Мапа        |
| Флорида, округ 9            |                                                                         | Даррен Сото               |        | демократична    | 2017        | 25 лютого 1978 (47 років)    | Орландо              | Мапа        |
| Флорида, округ 10           |                                                                         | Вал Демінгс               |        | демократична    | 2017        | 12 березня 1957 (68 років)   | Орландо              | Мапа        |
| Флорида, округ 11           |                                                                         | Деніел Вебстер            |        | республіканська | 2011        | 27 квітня 1949 (75 років)    | Вінтер-Гарден        | Мапа        |
| Флорида, округ 12           |                                                                         | Гус Біліраків             |        | республіканська | 2007        | 8 лютого 1963 (62 роки)      | Палм-Гарбор          | Мапа        |
| Флорида, округ 13           |                                                                         | Чарлі Кріст               |        | демократична    | 2017        | 24 липня 1956 (68 років)     | Сейнт-Пітерсберґ     | Мапа        |
| Флорида, округ 14           |                                                                         | Кеті Кастор               |        | демократична    | 2007        | 20 серпня 1966 (58 років)    | Тампа                | Мапа        |
| Флорида, округ 15           |                                                                         | Росс Спано                |        | республіканська | 2019        | 16 липня 1966 (58 років)     | Довер                | Мапа        |
| Флорида, округ 16           |                                                                         | Верн Б'юкенен             |        | республіканська | 2007        | 8 травня 1951 (73 роки)      | Лонгбоут-Кі          | Мапа        |
| Флорида, округ 17           |                                                                         | Ґреґ Штойб                |        | республіканська | 2019        | 19 травня 1978 (46 років)    | Сарасота             | Мапа        |
| Флорида, округ 18           |                                                                         | Браян Маст                |        | республіканська | 2017        | 10 липня 1980 (44 роки)      | Хатчінсон-Айленд     | Мапа        |
| Флорида, округ 19           |                                                                         | Френсіс Руні              |        | республіканська | 2017        | 4 грудня 1953 (71 рік)       | Нейплс               | Мапа        |
| Флорида, округ 20           |                                                                         | Елсі Хастінгс             |        | демократична    | 1993        | 5 вересня 1936 (88 років)    | Мірамар              | Мапа        |
| Флорида, округ 21           |                                                                         | Луїс Френкел              |        | демократична    | 2013        | 17 травня 1948 (76 років)    | Вест-Палм-Біч        | Мапа        |
| Флорида, округ 22           |                                                                         | Тед Дойч                  |        | демократична    | 2010        | 7 травня 1966 (58 років)     | Бока-Ратон           | Мапа        |
| Флорида, округ 23           |                                                                         | Деббі Вассерман Шульц     |        | демократична    | 2005        | 27 вересня 1966 (58 років)   | Вестон               | Мапа        |
| Флорида, округ 24           |                                                                         | Фредеріка Вілсон          |        | демократична    | 2011        | 5 листопада 1942 (82 роки)   | Маямі-Ґарденс        | Мапа        |
| Флорида, округ 25           |                                                                         | Маріо Діас-Баларт         |        | республіканська | 2003        | 25 вересня 1961 (63 роки)    | Маямі                | Мапа        |
| Флорида, округ 26           |                                                                         | Деббі Мукарзель-Пауелл    |        | демократична    | 2019        | 18 січня 1971 (54 роки)      | Маямі                | Мапа        |
| Флорида, округ 27           |                                                                         | Донна Шалала              |        | демократична    | 2019        | 14 лютого 1941 (84 роки)     | Маямі                | Мапа        |
| Юта, округ 1                |                                                                         | Роб Бішоп                 |        | республіканська | 2003        | 13 липня 1951 (73 роки)      | Бригем-Сіті          | Мапа        |
| Юта, округ 2                |                                                                         | Кріс Стюарт               |        | республіканська | 2013        | 15 липня 1960 (64 роки)      | Фармінгтон           | Мапа        |
| Юта, округ 3                |                                                                         | Джон Кьортіс              |        | республіканська | 2017        | 10 травня 1960 (64 роки)     | Прово                | Мапа        |
| Юта, округ 4                |                                                                         | Бен Макадамс              |        | демократична    | 2019        | 5 грудня 1974 (50 років)     | Солт-Лейк-Сіті       | Мапа        |

## Делегати без права голосу
| Округ                                            | Фото | Представник             | Партія | Партія          | На посаді з | Дата нар.                 | Місце проживання | Мапа округу |
| ------------------------------------------------ | ---- | ----------------------- | ------ | --------------- | ----------- | ------------------------- | ---------------- | ----------- |
| Американське Самоа, округ-територія              |      | Амата Коулман Рейдваген |        | республіканська | 2015        | 29 грудня 1947 (77 років) | Ваїлоатаї        | Мапа        |
| Американські Віргінські Острови, округ-територія |      | Стейсі Пласкетт         |        | демократична    | 2015        | 13 травня 1966 (58 років) | Санта-Крус       | Мапа        |
| Гуам, округ-територія                            |      | Майкл Сан Ніколас       |        | демократична    | 2019        | 30 січня 1981 (44 роки)   | Дедедо           | Мапа        |
| Північні Маріанські Острови, округ-територія     |      | Грегоріо Саблан         |        | демократична    | 2009        | 19 січня 1955 (70 років)  | Сайпан           | Мапа        |
| Пуерто-Рико, округ-територія                     |      | Дженніфер Гонсалес      |        | республіканська | 2017        | 5 серпня 1976 (48 років)  | Сан-Хуан         | Мапа        |
| Федеральний округ Колумбія, округ-територія      |      | Елеонора Холмс Нортон   |        | демократична    | 1991        | 13 червня 1937 (87 років) | Вашингтон        | Мапа        |